# Karacabey

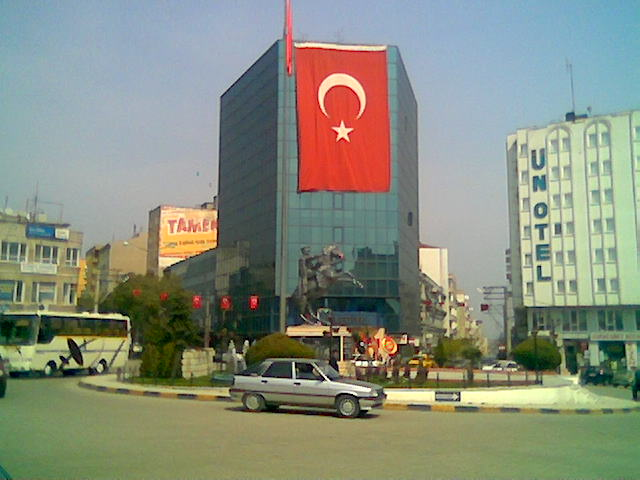
Stadtzentrum mit Bürogebäuden und Republik-Denkmal für Staatsgründer Mustafa Kemal Atatürk

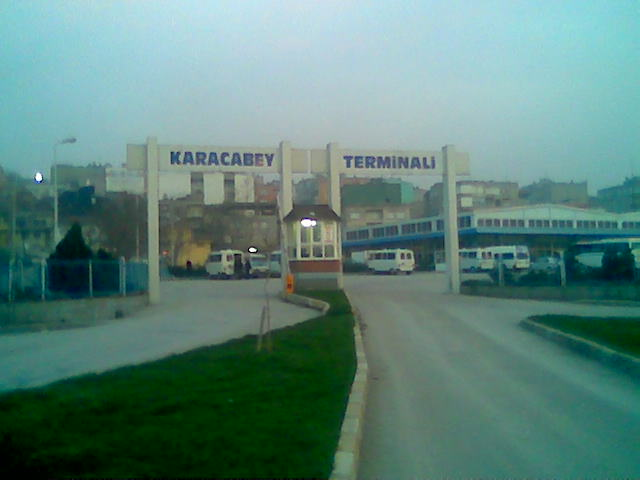
Busbahnhof

Karacabey, bis 1928 Mihalıç (von griech. mixalitsa), ist eine Stadt im gleichnamigen Landkreis der türkischen Provinz Bursa und gleichzeitig ein Stadtbezirk der 1986 geschaffenen Büyükşehir belediyesi Bursa  (Großstadtgemeinde/Metropolprovinz). Die Stadt liegt etwa 60 Kilometer westlich des Zentrums von Bursa am Marmarameer.
Der Landkreis liegt im Westen der Provinz. Er grenzt im Osten an Mudanya und Nilüfer, im Süden an Mustafakemalpaşa, im Westen an die Provinz Balıkesir und im Norden ans Marmarameer. Durch die Kreisstadt und den Landkreis verläuft die E 90, die von Çanakkale im Westen kommend über Bursa weiter nach Ankara führt. Im Südosten des Kreises liegt der See Uluabat Gölü. Im Norden des Kreises, an der Küste des Marmarameeres, liegt der Bergzug Karadağ. Östlich davon, beidseitig der Mündung des Flusses Çapraz Çay (auch Simav Çayı oder Kocaçay), liegen die Strandseen Dalyan Gölü und Arapçiftliği Gölü. Etwa 13 Kilometern vor dieser Mündung im Marmarameer liegt die Gefängnisinsel İmralı.
Der Ort ist benannt nach Celalettin Karacabey İbn-i Abdullah, einem Heerführer Murads II., der frühere Name war bis 1928 Mihaliç, der antike Name war Miletopolis.

## Persönlichkeiten
- Fettah Can (* 1975), Musiker
- Gökhan Karadeniz (* 1990), Fußballspieler